# Paraclausithyron
Paraclausithyron (del griego Paraklausithyron, Παρακλαυσίθυρον) es un motivo griego propio de las elegías amorosas así como de la poesía trovadoresca, según el cual el amante externo (an exclusus amator) permanece junto a la puerta cerrada de la dama, de ahí la traducción: (para: al lado de) cerrar (clausi) puerta (thyron). 
Existen muchos ejemplos en la literatura clásica, pero el recurso también gozó de éxito en el renacimiento.
- Datos: Q1415622